# Liste der Naturdenkmale im Bezirk Spandau
Die Liste der Naturdenkmale im Bezirk Spandau nennt die im Berliner Bezirk Spandau ausgewiesenen Naturdenkmale.

## Bäume
| Nr.               | Bezeichnung                | Lage                                                                                       | Beschreibung               | Schutzzweck                                 | Bild                                    |
| ----------------- | -------------------------- | ------------------------------------------------------------------------------------------ | -------------------------- | ------------------------------------------- | --------------------------------------- |
| 5-1/B Wikidata    | Stiel-Eiche                | Tiefwerder Dorfstraße (Standort)                                                           | Quercus robur              |                                             | mehr Fotos \| Fotos hochladen           |
| 5-2/B-1 Wikidata  | Stiel-Eiche                | Rohrdamm 32 (Standort)                                                                     | Quercus robur              |                                             | mehr Fotos \| Fotos hochladen           |
| 5-2/B-2 Wikidata  | Rot-Buche                  | Rohrdamm 32 (Standort)                                                                     | Fagus sylvatica            |                                             | mehr Fotos \| Fotos hochladen           |
| 5-3/B Wikidata    | Winter-Linde „Dorflinde“   | Alt-Kladow Ecke Sacrower Landstraße, Kladow (Standort)                                     | Tilia cordata              | Schönheit, Eigenart, landeskundliche Gründe | mehr Fotos \| Fotos hochladen           |
| 5-4/B Wikidata    | Stiel-Eiche                | Mäckeritzstraße Ecke Jungfernheideweg (Standort)                                           | Quercus robur              |                                             | mehr Fotos \| Fotos hochladen           |
| 5-7/B Wikidata    | Kenneseiche                | Pionierstraße (Standort)                                                                   | Quercus robur              |                                             | mehr Fotos \| Fotos hochladen           |
| 5-8/B Wikidata    | Erika-Eiche                | Magistratsweg 86 (Standort)                                                                | Quercus robur              |                                             | mehr Fotos \| Fotos hochladen           |
| 5-10/B Wikidata   | Gemeine Eibe               | Alt-Gatow 54, Gatow (Standort)                                                             | Taxus baccata              | Schönheit, Landeskundliche Gründe           | mehr Fotos \| Fotos hochladen           |
| 5-13/B Wikidata   | Rot-Buche                  | Schönauer Weg (Standort)                                                                   | Fagus sylvatica            |                                             | mehr Fotos \| Fotos hochladen           |
| 5-14/B Wikidata   | Balkan-Rosskastanie        | Grenadierstraße 8-12 (Standort)                                                            | Aesculus hippocastanum     |                                             | mehr Fotos \| Fotos hochladen           |
| 5-15/B Wikidata   | Rot-Buche                  | Rohrdamm Airport-Hotel (Standort)                                                          | Fagus sylvatica            |                                             | mehr Fotos \| Fotos hochladen           |
| 5-16/B-1 Wikidata | Gemeine Eibe               | Weinmeisterhornweg 202-210 (Standort)                                                      | Taxus baccata              |                                             | mehr Fotos \| Fotos hochladen           |
| 5-16/B-2 Wikidata | Gemeine Eibe               | Weinmeisterhornweg 202-210 (Standort)                                                      | Taxus baccata              |                                             | mehr Fotos \| Fotos hochladen           |
| 5-16/B-3 Wikidata | Stiel-Eiche                | Weinmeisterhornweg 202-210 (Standort)                                                      | Quercus robur              |                                             | mehr Fotos \| Fotos hochladen           |
| 5-18/B Wikidata   | Stiel-Eiche                | Gartenfelder Straße 46-52 (Standort)                                                       | Quercus robur              |                                             | mehr Fotos \| Fotos hochladen           |
| 5-20/B Wikidata   | Balkan-Rosskastanie        | Kolonie Burgwallschanze (Standort)                                                         | Aesculus hippocastanum     |                                             | mehr Fotos \| Fotos hochladen           |
| 5-21/B Wikidata   | Stiel-Eiche                | Friedhof in den Kisseln (Standort)                                                         | Quercus robur              |                                             | mehr Fotos \| Fotos hochladen           |
| 5-22/B Wikidata   | Stiel-Eiche                | Hohenzollernring Ecke Schönwalder Allee (Standort)                                         | Quercus robur              |                                             | mehr Fotos \| Fotos hochladen           |
| 5-23/B Wikidata   | Stiel-Eiche                | Hohenzollernring Ecke Fürstenweg (Standort)                                                | Quercus robur              |                                             | mehr Fotos \| Fotos hochladen           |
| 5-24/B Wikidata   | Stiel-Eiche                | Hohenzollernring Ecke Galenstraße (Standort)                                               | Quercus robur              |                                             | mehr Fotos \| Fotos hochladen           |
| 5-25/B Wikidata   | Stiel-Eiche                | Schülerberg-Kaserne (Standort)                                                             | Quercus robur              |                                             | mehr Fotos \| Fotos hochladen           |
| 5-26/B Wikidata   | Platane                    | Neuendorfer Straße Heidetor (Standort)                                                     | Platanus x hispanica       |                                             | mehr Fotos \| Fotos hochladen           |
| 5-27/B Wikidata   | Stiel-Eiche                | Schützenstraße 12 (Standort)                                                               | Quercus robur              |                                             | mehr Fotos \| Fotos hochladen           |
| 5-28/B Wikidata   | Spitz-Ahorn                | Koeltzepark (Standort)                                                                     | Acer platanoides           |                                             | mehr Fotos \| Fotos hochladen           |
| 5-29/B Wikidata   | Grünlaubige Hänge-Buche    | Radelandstraße 21 (Standort)                                                               | Fagus sylvatica 'Pendula'  |                                             | mehr Fotos \| Fotos hochladen           |
| 5-30/B Wikidata   | Stiel-Eiche                | Radelandstraße 14-16 (Standort)                                                            | Quercus robur              |                                             | mehr Fotos \| Fotos hochladen           |
| 5-31/B Wikidata   | Stiel-Eiche                | Radelandstraße 20 (Standort)                                                               | Quercus robur              |                                             | mehr Fotos \| Fotos hochladen           |
| 5-33/B Wikidata   | Silber-Weide               | Elbinger Weg (Standort)                                                                    | Salix alba                 |                                             | mehr Fotos \| Fotos hochladen           |
| 5-34/B Wikidata   | Trauben-Eiche              | Siemens-Erholungsstätte-Rudersport (Standort)                                              | Quercus petraea            |                                             | mehr Fotos \| Fotos hochladen           |
| 5-35/B Wikidata   | Blut-Buche                 | Grünfläche Werderstraße (Standort)                                                         | Fagus sylvatica 'Purpurea' |                                             | mehr Fotos \| Fotos hochladen           |
| 5-36/B Wikidata   | Rot-Buche                  | Gottlieb-Münsinger-Oberschule (Standort)                                                   | Fagus sylvatica            |                                             | mehr Fotos \| Fotos hochladen           |
| 5-37/B Wikidata   | Gemeine Eibe               | Gottlieb-Münsinger-Oberschule (Standort)                                                   | Taxus baccata              |                                             | mehr Fotos \| Fotos hochladen           |
| 5-38/B Wikidata   | Gemeine Kiefer             | An den Berggärten (ehem. Parzelle 13, jetzt Teil des NSG Windmühlenberg), Gatow (Standort) | Pinus sylvestris           | Schönheit                                   | mehr Fotos \| Fotos hochladen           |
| 5-39/B Wikidata   | Balkan-Rosskastanie        | Zitadelle Spandau Bastion König (Standort)                                                 | Aesculus hippocastanum     |                                             | mehr Fotos \| Fotos hochladen           |
| 5-40/B-1 Wikidata | Stiel-Eiche                | Johannesstift (Standort)                                                                   | Quercus robur              |                                             | mehr Fotos \| Fotos hochladen           |
| 5-40/B-2 Wikidata | Stiel-Eiche                | Johannesstift (Standort)                                                                   | Quercus robur              |                                             | mehr Fotos \| Fotos hochladen           |
| 5-42/B Wikidata   | Stiel-Eiche                | Gottfried-Arnold-Weg 10 (Standort)                                                         | Quercus robur              |                                             | mehr Fotos \| Fotos hochladen           |
| 5-47/B Wikidata   | Stiel-Eiche                | Bardeyweg 7 (Standort)                                                                     | Quercus robur              |                                             | mehr Fotos \| Fotos hochladen           |
| 5-49/B Wikidata   | Balkan-Rosskastanie        | Eiswerderstraße 20 (Standort)                                                              | Aesculus hippocastanum     |                                             | mehr Fotos \| Fotos hochladen           |
| 5-52/B Wikidata   | Stiel-Eiche                | Küfersteig 19 (Standort)                                                                   | Quercus robur              |                                             | mehr Fotos \| Fotos hochladen           |
| 5-53/B Wikidata   | Küsten-Tanne               | Friedhof in den Kisseln (Standort)                                                         | Abies grandis              |                                             | mehr Fotos \| Fotos hochladen           |
| 5-54/B Wikidata   | Gewöhnliche Rosskastanie   | Zum Alten Strandbad 35 (Standort)                                                          | Aesculus hippocastanum     |                                             | mehr Fotos \| Fotos hochladen           |
| 5-55/B Wikidata   | Wildapfel                  | Fort Hahneberg (Standort)                                                                  | Malus                      |                                             | mehr Fotos \| Fotos hochladen           |
| 5-56/B Wikidata   | Blutbuche                  | Villa Dr. Fränkel Lüdickeweg 1 (Standort)                                                  | Fagus sylvatica 'Purpurea' |                                             | Direkt Bild zu diesem Denkmal hochladen |
| 5-57/B Wikidata   | Flatter-Ulme               | gegenüber An der Tränke 51 (Standort)                                                      | Ulmus laevis               |                                             | mehr Fotos \| Fotos hochladen           |
| 5-58/B Wikidata   | Winter-Linde               | Gutsstraße 18 (Standort)                                                                   | Tilia cordata              |                                             | mehr Fotos \| Fotos hochladen           |
| 5-59/B Wikidata   | Stiel-Eiche                | Mascha-Kaléko-Weg, südwestlich Friedrich-Hanisch-Straße 20A (Standort)                     | Quercus robur              |                                             | mehr Fotos \| Fotos hochladen           |
| 5-60/B Wikidata   | Gewöhnliche Kiefer         | südwestlich Mascha-Kaléko-Weg, auf Höhe Imchenallee 17 (Standort)                          | Pinus sylvestris           |                                             | mehr Fotos \| Fotos hochladen           |
| 5-61/B Wikidata   | Gewöhnlicher Trompetenbaum | Münsinger Park, gegenüber Pavillon (Standort)                                              | Catalpa bignonioides       |                                             | mehr Fotos \| Fotos hochladen           |
| 5-62/B Wikidata   | Stiel-Eiche                | Radelandstraße 33 (Standort)                                                               | Quercus robur              |                                             | mehr Fotos \| Fotos hochladen           |
| 5-63/B Wikidata   | Silber-Weide               | Bullengraben-Grünzug, gegenüber Lazarusstraße 123 (Standort)                               | Salix alba                 |                                             | mehr Fotos \| Fotos hochladen           |
| 5-64/B Wikidata   | Sommer-Linde               | vor Dorfkirche Alt-Staaken Nennhauser Damm 72 (Standort)                                   | Tilia platyphyllos         |                                             | mehr Fotos \| Fotos hochladen           |
| 5-65/B Wikidata   | Stiel-Eiche                | Werderstraße, vor Wochenendsiedlung Elswerder (Standort)                                   | Quercus robur              |                                             | mehr Fotos \| Fotos hochladen           |
| 5-66/B Wikidata   | Sumpfzypresse              | Südpark, Südufer Südparkteich, an der Heerstraße (Standort)                                | Taxodium distichum         |                                             | mehr Fotos \| Fotos hochladen           |
| 5-67/B Wikidata   | Trauben-Eiche              | Wochenendsiedlung Bocksfelde, Große Promenade/Fischerweg (Standort)                        | Quercus petraea            |                                             | mehr Fotos \| Fotos hochladen           |
| 5-68/B Wikidata   | Eingriffliger Weißdorn     | Krienickesteig, Ecke Paula-Hirschfeld-Steig (Standort)                                     | Crataegus monogyna         |                                             | mehr Fotos \| Fotos hochladen           |
| 5-69/B Wikidata   | Stiel-Eiche                | Neue Bergstraße 11 (Standort)                                                              | Quercus robur              |                                             | mehr Fotos \| Fotos hochladen           |
| 5-70/B Wikidata   | Gewöhnliche Buche          | Rieppelstraße 12 (Standort)                                                                | Fagus sylvatica            |                                             | mehr Fotos \| Fotos hochladen           |
| 5-71/B Wikidata   | Stiel-Eiche                | Gallandiweg 7 (Standort)                                                                   | Quercus robur              |                                             | mehr Fotos \| Fotos hochladen           |
| 5-72/B Wikidata   | Stiel-Eiche                | Höhenweg 28 (Standort)                                                                     | Quercus robur              |                                             | mehr Fotos \| Fotos hochladen           |
| 5-73/B Wikidata   | Stiel-Eiche                | Seegefelder Weg 466 (Standort)                                                             | Quercus robur              |                                             | mehr Fotos \| Fotos hochladen           |
| 5-74/B Wikidata   | Stiel-Eiche                | zwischen Elisabethstraße 17 und Kleine Mittelstraße 4 (Standort)                           | Quercus robur              |                                             | mehr Fotos \| Fotos hochladen           |

## Findlinge
Die in Berlin als Naturdenkmal geführten Findlinge sind in der Regel erratische Blöcke mit einem Volumen von mindestens einem Kubikmeter und somit einer Masse von mehreren Tonnen.
| Nr.            | Bezeichnung | Lage                                                                                       | Beschreibung | Schutzzweck                | Bild                                    |
| -------------- | ----------- | ------------------------------------------------------------------------------------------ | ------------ | -------------------------- | --------------------------------------- |
| 5-1/F Wikidata | Findling    | Krankenhaus Hohengatow (Standort)                                                          |              |                            | mehr Fotos \| Fotos hochladen           |
| 5-2/F Wikidata | Findling    | Bauhof Sophienwerder (Standort)                                                            |              |                            | Direkt Bild zu diesem Denkmal hochladen |
| 5-3/F Wikidata | Findling    | Rothenbücher Weg (Standort)                                                                |              |                            | mehr Fotos \| Fotos hochladen           |
| 5-4/F Wikidata | Findling    | Straße "Am Berghang", Wedehammer, in Gatow (Standort)                                      |              | naturgeschichtliche Gründe | mehr Fotos \| Fotos hochladen           |
| 5-5/F Wikidata | Findling    | Auf dem Gelände der Schilfdachkapelle in Berlin-Kladow, Gottfried-Arnold-Weg 10 (Standort) |              | naturgeschichtliche Gründe | mehr Fotos \| Fotos hochladen           |
| 5-6/F Wikidata | Findling    | Straße Alt-Gatow (Standort)                                                                |              |                            | Direkt Bild zu diesem Denkmal hochladen |
| 5-7/F Wikidata | Findling    | Sophienwerder Weg (Standort)                                                               |              |                            | Direkt Bild zu diesem Denkmal hochladen |

## Flächige Naturdenkmale
| Nr.             | Bezeichnung                      | Lage | Beschreibung                                                                              | Schutzzweck | Bild                          |
| --------------- | -------------------------------- | --- | ----------------------------------------------------------------------------------------- | --- | ----------------------------- |
| FND-06 Wikidata | Hüllenpfuhl und Umgebung         | westlich der Straße 264, begrenzt durch Gatowweg und Separationsgraben (Standort)                                          | Feuchtgrünland und "bedeutsame Lebensstätte seltener Pflanzen" (Infotafel-Text im Gebiet) | Naturschutz, speziell Feuchtwiesenschutz, Wissenschaft, Seltenheit, Eigenart, Schönheit, landschaftstypische Kennzeichnung | mehr Fotos \| Fotos hochladen |
| ND-15 Wikidata  | Glühwürmchengrund und Immenweide | nördlich der Werderstraße zwischen Erna-Koschwitz-Weg und Hildesheimer- / Stargarder Weg im Ortsteil Hakenfelde (Standort) | Flachmoor, vermoorte Toteissenken im Einflussbereich der Havel                            | Naturschutz, Moorschutz | mehr Fotos \| Fotos hochladen |

## Ehemalige Naturdenkmale
| Nr.             | Bezeichnung                                                                                 | Lage | Beschreibung | Schutzzweck                                                                     | Bild                                    |
| --------------- | ------------------------------------------------------------------------------------------- | --- | --- | ------------------------------------------------------------------------------- | --------------------------------------- |
| FND-03 Wikidata | Wiese in Eiskeller. 2017 im Naturschutzgebiet Eiskeller und Spandauer Luchwald aufgegangen. | Gemarkung Teufelsbruch, in Eiskeller zwischen dem Waldstück „Große Kienhorst“ und dem Niederneuendorfer Kanal (Standort) | Als Teil der Landschaft des Havelländischen Luches geschützt, mit Flachmooren, trockenen bis frischen Glatthaferwiesen und kalkreichen Halbtrockenrasen | Naturschutz, Seltenheit, Eigenart, Schönheit, landschaftstypische Kennzeichnung | mehr Fotos \| Fotos hochladen           |
| 5-5/B Wikidata  | Sand-Birke                                                                                  | Natalissteig 1-3 () | Betula pendula; bei Neuausweisung 2021 nicht mehr gelistet                                                                                              |                                                                                 | Direkt Bild zu diesem Denkmal hochladen |
| 5-6/B Wikidata  | Winter-Linde                                                                                | Zitadellenhof () | Tilia cordata; bei Neuausweisung 2021 nicht mehr gelistet                                                                                               |                                                                                 | Direkt Bild zu diesem Denkmal hochladen |
| 5-9/B Wikidata  | Stiel-Eiche                                                                                 | Krankenhaus Hohengatow ()                                                                                                | Quercus robur; bei Neuausweisung 2021 nicht mehr gelistet                                                                                               |                                                                                 | Direkt Bild zu diesem Denkmal hochladen |
| 5-11/B Wikidata | Silber-Zypresse                                                                             | Alt-Gatow 54 () | Chamaecyparis pisifera; bei Neuausweisung 2021 nicht mehr gelistet                                                                                      |                                                                                 | Direkt Bild zu diesem Denkmal hochladen |
| 5-12/B Wikidata | Balkan-Rosskastanie                                                                         | Gatower Forst/Jagen 88, Wegekreuz nordwestlich Breitehorn (Standort)                                                     | Aesculus hippocastanum; bei Neuausweisung 2021 nicht mehr gelistet                                                                                      | Schönheit                                                                       | mehr Fotos \| Fotos hochladen           |
| 5-17/B Wikidata | Stiel-Eiche                                                                                 | Gartenfelder Straße 46a ()                                                                                               | Quercus robur; bei Neuausweisung 2021 nicht mehr gelistet                                                                                               |                                                                                 | Direkt Bild zu diesem Denkmal hochladen |
| 5-19/B Wikidata | Spitz-Ahorn                                                                                 | Neuendorfer Straße 60 ()                                                                                                 | Acer platanoides; bei Neuausweisung 2021 nicht mehr gelistet                                                                                            |                                                                                 | Direkt Bild zu diesem Denkmal hochladen |
| 5-32/B Wikidata | Stiel-Eiche                                                                                 | Radelandstraße 22 () | Quercus robur; bei Neuausweisung 2021 nicht mehr gelistet                                                                                               |                                                                                 | Direkt Bild zu diesem Denkmal hochladen |
| 5-41/B Wikidata | Silber-Ahorn                                                                                | Johannesstift () | Acer saccharinum; bei Neuausweisung 2021 nicht mehr gelistet                                                                                            |                                                                                 | Direkt Bild zu diesem Denkmal hochladen |
| 5-43/B Wikidata | Dreispitz-Jungfernrebe                                                                      | Triftstraße 9 () | Parthenocissus tricuspidata; bei Neuausweisung 2021 nicht mehr gelistet                                                                                 |                                                                                 | Direkt Bild zu diesem Denkmal hochladen |
| 5-44/B Wikidata | Gemeine Esche                                                                               | Kladower Damm Ecke Ritterfelddamm ()                                                                                     | Fraxinus excelsior; bei Neuausweisung 2021 nicht mehr gelistet                                                                                          |                                                                                 | mehr Fotos \| Fotos hochladen           |
| 5-45/B Wikidata | Trauben-Eiche                                                                               | Kladower Damm 316/316a, Kladow (Standort)                                                                                | Quercus petraea; bei Neuausweisung 2021 nicht mehr gelistet                                                                                             | Schönheit, Eigenart                                                             | mehr Fotos \| Fotos hochladen           |
| 5-46/B Wikidata | Blutbuche oder Purpurbuche                                                                  | Kladower Damm 366/376 Eichelmatenweg, Kladow (Standort)                                                                  | Fagus sylvatica f. purpurea; bei Neuausweisung 2021 nicht mehr gelistet                                                                                 | Schönheit                                                                       | mehr Fotos \| Fotos hochladen           |
| 5-48/B Wikidata | Rot-Buche                                                                                   | Carl-Friedrich-von-Siemens-Oberschule ()                                                                                 | Fagus sylvatica; bei Neuausweisung 2021 nicht mehr gelistet                                                                                             |                                                                                 | Direkt Bild zu diesem Denkmal hochladen |
| 5-50/B Wikidata | Echte Mehlbeere                                                                             | Prinz-Adalbert-Weg 4/6 ()                                                                                                | Sorbus aria; bei Neuausweisung 2021 nicht mehr gelistet                                                                                                 |                                                                                 | Direkt Bild zu diesem Denkmal hochladen |
| 5-51/B Wikidata | Feld-Ahorn                                                                                  | Ritterfelddamm 243-253 Wohnwagenpark, Kladow (Standort)                                                                  | Acer campestre; bei Neuausweisung 2021 nicht mehr gelistet                                                                                              | Seltenheit                                                                      | mehr Fotos \| Fotos hochladen           |